# James Palumbo
James « Jamie » Rudolph Palumbo, baron Palumbo de Southwark (né le 6 juin 1963) est un entrepreneur britannique, auteur et membre de la Chambre des lords. Il est répertorié dans la Sunday Times Rich List 2018 à la 359e place avec une fortune estimée à 350 millions de livres.

## Naissance et jeunesse
Fils aîné du promoteur immobilier Peter Palumbo, Jamie est né à Londres et fait ses études au Collège d'Eton et Worcester College, à Oxford.

## Carrière
De 1984 à 1992, Palumbo travaille dans la ville de Londres pour Merrill Lynch et Morgan Grenfell dans les marchés de capitaux propres et le financement immobilier.
En septembre 1991, Palumbo, avec son ami Humphrey Waterhouse et le DJ Justin Berkmann, fondent la discothèque Ministry of Sound dans le sud de Londres. Ministry of Sound s'est développé dans un certain nombre de domaines, notamment la musique enregistrée, les événements en direct, les médias numériques et les marchandises. Ministry of Sound Recordings a vendu plus de 70 millions d'albums et est la plus grande société de musique indépendante au monde.
En 2001, Palumbo vend 16 % de l'entreprise à 3i pour 24 millions £, qu'il a ensuite racheté.
En 2016, il vend Ministry of Sound Recordings au Sony Music Group pour 104 millions de dollars.
En 1994, il engage des poursuites judiciaires contre son père avec sa sœur, Annabella Adams, affirmant que son père a mal géré la fiducie familiale. Par la suite, son père démissionne de ses fonctions de fiduciaire.
Après les élections de 2010, Palumbo aide à réorganiser le siège de Lib Dem pour rendre le parti plus efficace au sein du gouvernement. Palumbo est un donateur majeur des libéraux démocrates.
En octobre 2013, il est créé pair à vie prenant le titre de baron Palumbo de Southwark, de Southwark, dans le Borough londonien de Southwark.
En 2017, il ouvre un refuge pour animaux avec Rawipim Paijit, axé sur la stérilisation, le sauvetage et la réhabilitation, l'éducation et la sensibilisation de la communauté.
En 2009, son premier roman sur la corruption dans le monde moderne intitulé Tomas, est publié. Stephen Fry qualifie le roman de « remarquable ».
En 2011, son deuxième roman intitulé Tancredi sur le court termisme en politique est publié.

## Vie privée
Il vit à Londres avec son amie thaïlandaise de trente ans, Miss Rawipim Paijit. Il a un fils, Alessandro, né en 1991 à Atoosa Hariri.